# 暗野
『暗野（あんや、ブラック・フィールド）』は、橋本治の小説。1981年に北宋社より刊行、後に河出文庫入り。

## あらすじ
大学生ノブオは、キャンパスの学友達が小学生のように見えたり不美人なガールフレンドの防臭剤の香りを不快に思ったりする平々凡々とした毎日を送っている。一方、ある精神病院ではムラマツ・ユカコという30代の女が、10代の身体のまま昏睡状態で保管されている。ある飲み屋で居合わせた者全てが贓物レベルにまで引き裂かれるという事件が起こり、それを追っている刑事も登場する。ある日、東京中の無意識領域（暗野）が解放され、ユカコやノブオの殺意が感染したかのように、夢現（ゆめうつつ）の大殺戮が展開される。

## こぼれ話
英語題のブラックフィールドは大島弓子の漫画に出てくるホワイト・フィールドという概念に対抗して命名されたという。

## 評価
- 栗本慎一郎が、『相対幻論』『俺たちはノイズだ』『反文学論』のなかで絶賛した。
- 征木高司も、殺戮シーンを「橋本よ、日和るなよ」と応援しながら読んだとして絶賛[1]。
- これは、ねむり姫と呪われた剣をめぐる「久作、十蘭、サドに通じるSF伝奇ロマン」であり、大地に潜む八岐大蛇的なエネルギーが噴出して、人々を狂わせ、すべてを廃墟に変えてしまう神話である。—跡上史郎、昭和文学研究 第80集(昭和文学会編集委員会) p.174「一九八○年代の橋本治」 ISBN 978-4-305-00380-5